# Cerkiew św. Wasyla Wielkiego w Brylińcach
Cerkiew św. Wasyla Wielkiego w Brylińcach – murowana filialna cerkiew greckokatolicka. 
Została zbudowana (w miejscu starszej murowanej cerkwi z 1883, zniszczonej w czasie I wojny światowej) w 1929. Cerkiew należała do greckokatolickiej parafii w Cisowej. 
Po wojnie użytkowana jako kościół rzymskokatolicki, obecnie pełni funkcję kościoła filialnego parafii w Olszanach

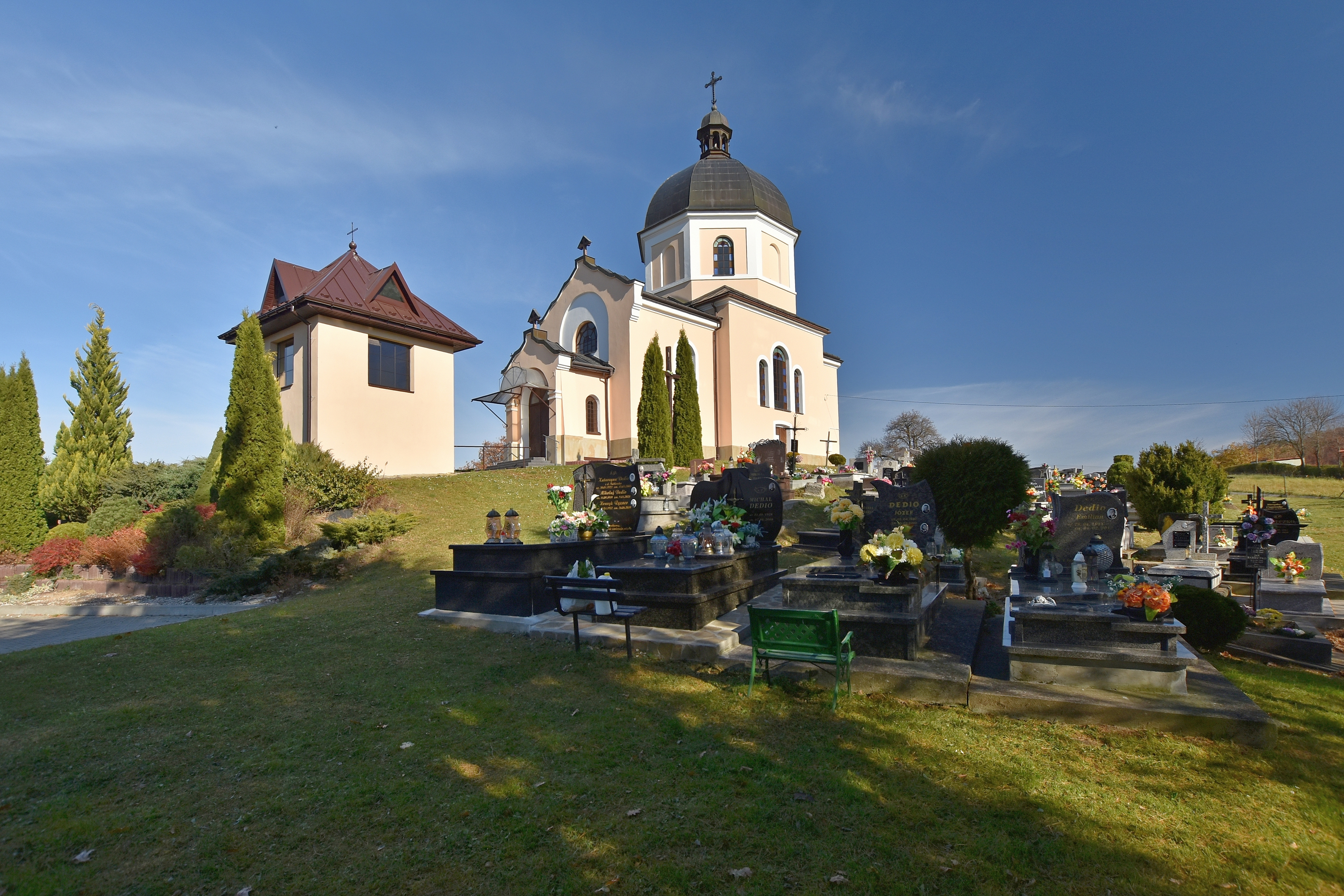
Widok ogólny
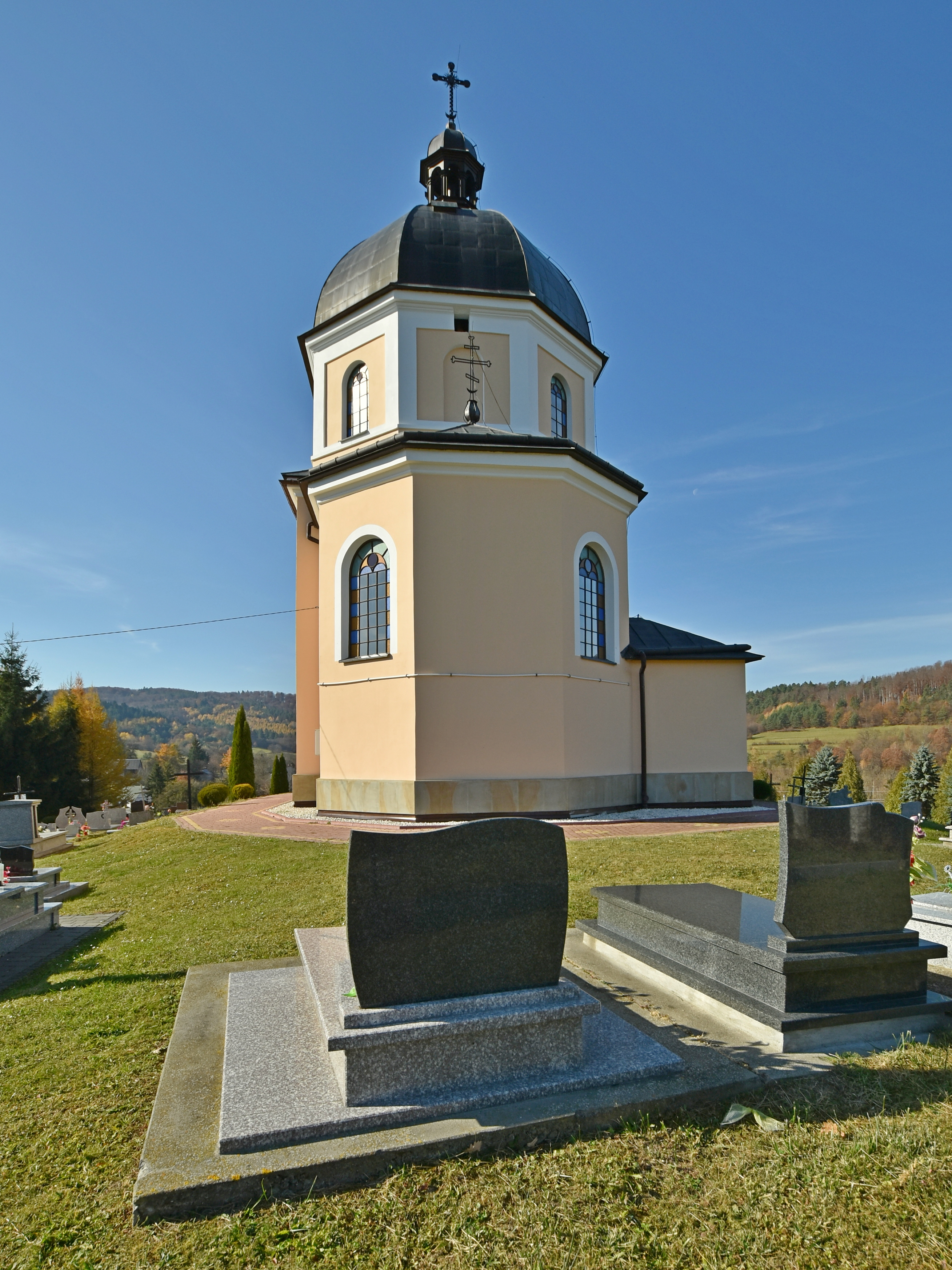
Widok od strony prezbiterium
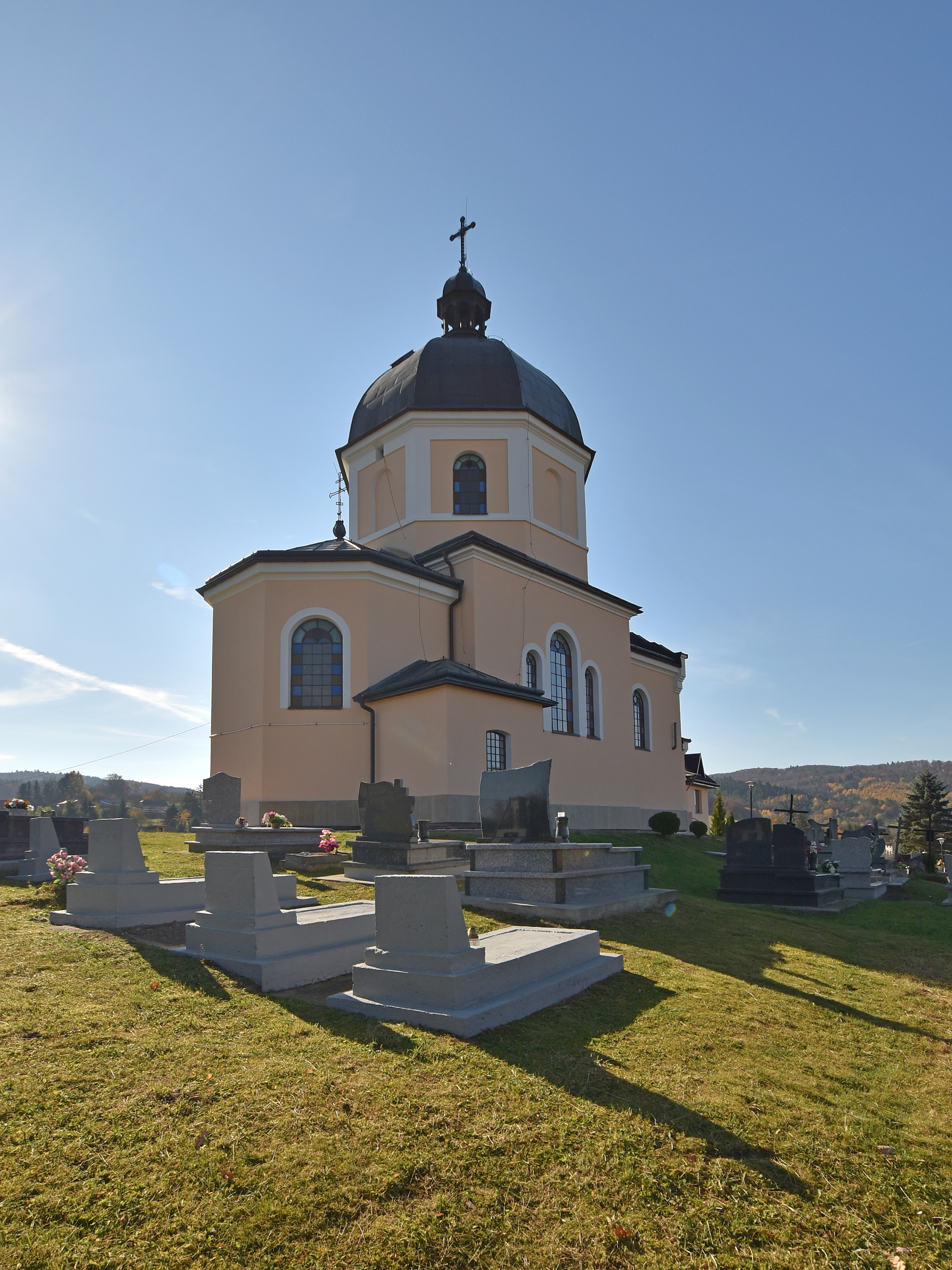
Widok z boku